# Rafael Calventi
Rafael Calventi Gaviño  (La Vega, 18 de marzo de 1932-Berlín, 19 de agosto de 2018) fue un arquitecto y diplomático dominicano.

## Biografía
Calventi nació en La Vega, siendo hijo de los puertorriqueños Arturo Calventi Suárez (1883-1968) y Juana Gaviño Cintrón (1897-?). Su madre Juana Gaviño era hija del gallego Juan Gaviño Núñez y la puertorriqueña Vicenta Cintrón, además era tía de Juan Bosch Gaviño, quien fue presidente de la República Dominicana en 1963, por lo que Calventi y Bosch eran primos. Su padre Arturo Calventi fue un farmacéutico. Tuvo cuatro hermanos, entre ellos, el gineco-obstetra José Vinicio Calventi (quien estuvo casado con la bióloga marina Idelisa Bonnelly). Contrajo matrimonio con Maybé Sánchez Caminero con quien tuvo tres hijos; producto de un matrimonio anterior de Sánchez, Calventi fue padrastro de cuatro, entre ellos Jean Alain Rodríguez, procurador general de la República Dominicana.
Calventi realizó sus estudios profesionales en la Universidad de Roma, Italia, en donde fue alumno de Pier Luigi Nervi y obtuvo el título de Doctor en Arquitectura. Al finalizar sus estudios trabajó en los talleres de Marcel Breuer e I.M. Pei, en Nueva York y Pierre Dufau, en París. Es considerado un arquitecto representativo del movimiento moderno latinoamericano.
Él y el arquitecto Miguel Vila Luna fueron los esenciales vínculos primordiales e intermedios que crearon la sucesiva generación de jóvenes arquitectos.
En 1962 inició su práctica profesional en Santo Domingo, República Dominicana, destacándose como proyectista y educador, siendo eje de un grupo de jóvenes arquitectos formados en sus cátedras y en su taller. "Ajeno él a toda posición individualista, su taller y sus actividades docentes universitarias --se le considera el continuador de la obra pedagógica de Guillermo González-- forjaron las primeras experiencias, dudas y búsquedas de la generación de los ochenta." Además, formó parte del Movimiento Renovador Universitario (1965), integrado por catedráticos, estudiantes y empleados de la Universidad de Santo Domingo, que logró modernizar los criterios académicos de la institución y democratizar el acceso a la educación universitaria en la República Dominicana. A raíz de esto se crea la Escuela de Arquitectura de la Universidad Autónoma de Santo Domingo y se convierte en su primer director, entre el 1966 y 1968. Allí fue profesor de Composición Arquitectónica y Teoría de la Arquitectura. También es uno de los fundadores del Instituto Tecnológico de Santo Domingo (INTEC) en el año 1972.
Dentro de la función pública se desempeñó como Subdirector de la Oficina de Planeamiento Urbano del Distrito Nacional y Jefe de Diseño de la Dirección de Edificaciones en la Secretaría de Estado de Obras Públicas y Comunicaciones de la República Dominicana (SEOPEC). Recibió la condecoración del Ayuntamiento del Distrito Nacional Mediante Resolución 1795 durante el período 1994-1998 por Méritos Ciudadanos y Profesionales. En 2005 recibió un Homenaje Especial por la labor desarrollada a lo largo de su carrera profesional por parte de la Cámara Dominicana de la Construcción. En 1997 fue miembro de la Comisión Nacional de Asuntos Urbanos de la República Dominicana (CONAU) y fue miembro de la Comisión Ejecutiva de Patrimonio Cultural de la República Dominicana. Fue miembro de la Academia Francesa de Arquitectura y miembro del Colegio Dominicano de Ingenieros, Arquitectos y Agrimensores (CODIA).
Desde 1996 se incorporó al Cuerpo Diplomático dominicano y desde entonces ha sido embajador en Italia, México, Argentina y en la actualidad en Alemania. En Roma fue delegado permanente del Gobierno Dominicano ante el Programa Mundial de Alimentos (PMA) de la ONU y ante la Organización de las Naciones Unidas para la Alimentación y la Agricultura (FAO); Delegado del Gobierno Dominicano ante el Instituto Ítalo-Latinoamericano (IILA). En el año 2000 recibió la condecoración Caballero de Gran Cruz de la Orden al Mérito de la República de Italia. Argentina le concedió en 2009 la Orden del Libertador San Martín, grado de Gran Cruz.
Falleció el 19 de agosto de 2018, exactamente 14 años después de que muriera su hermano Vinicio, en Berlín (Alemania) donde fungía como embajador de la República Dominicana ante dicho estado europeo.

## Libros publicados
- "Autocracia e Inversión Pública. Temas para futuros Gobiernos". (1996)

- "Arquitectura Contemporánea en la República Dominicana" (1986).

## Obras relevantes de Arquitectura
- Banco Central de la República Dominicana,[21][22] Santo Domingo, República Dominicana. (1978)

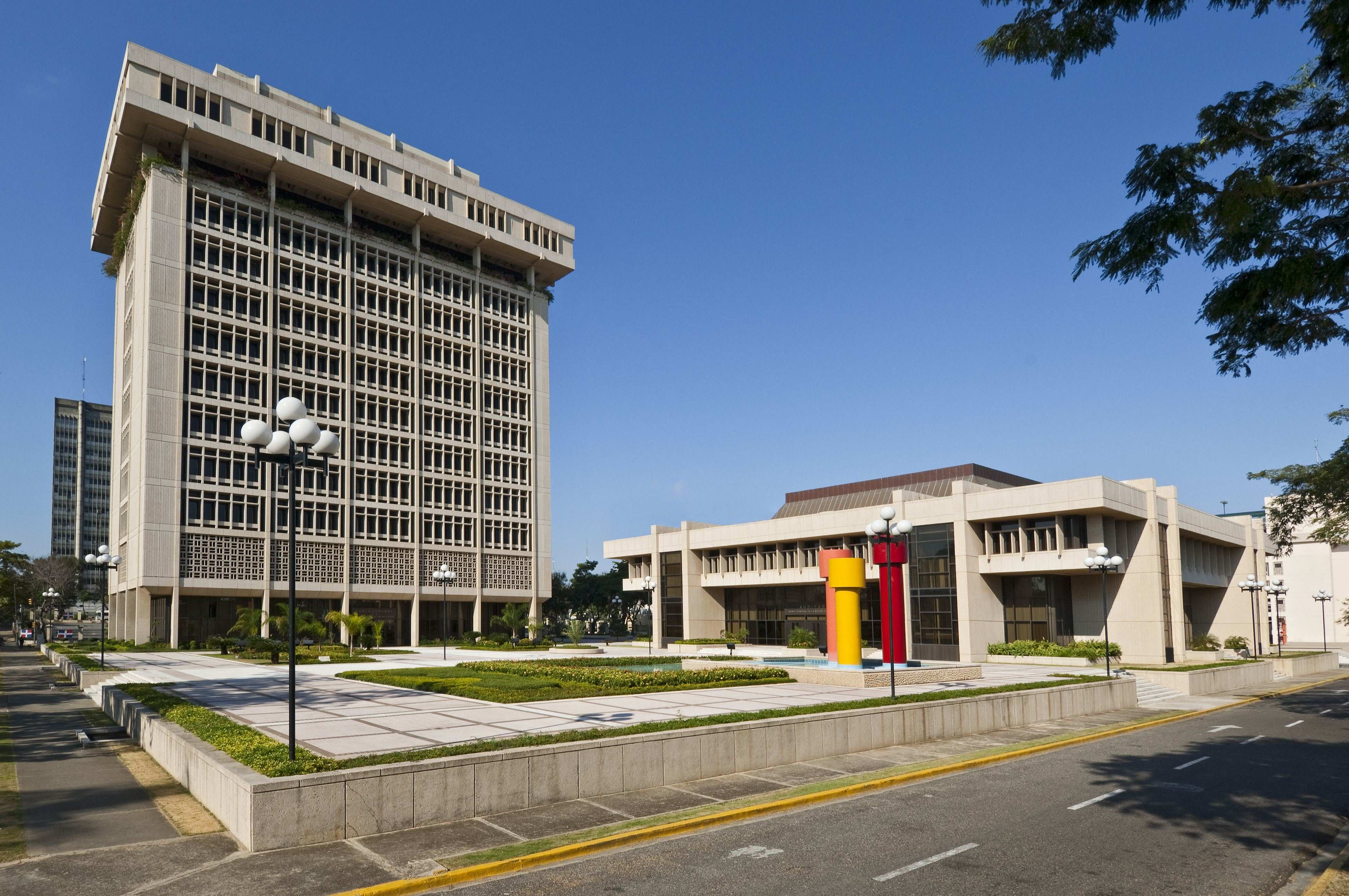
Banco Central de la República Dominicana

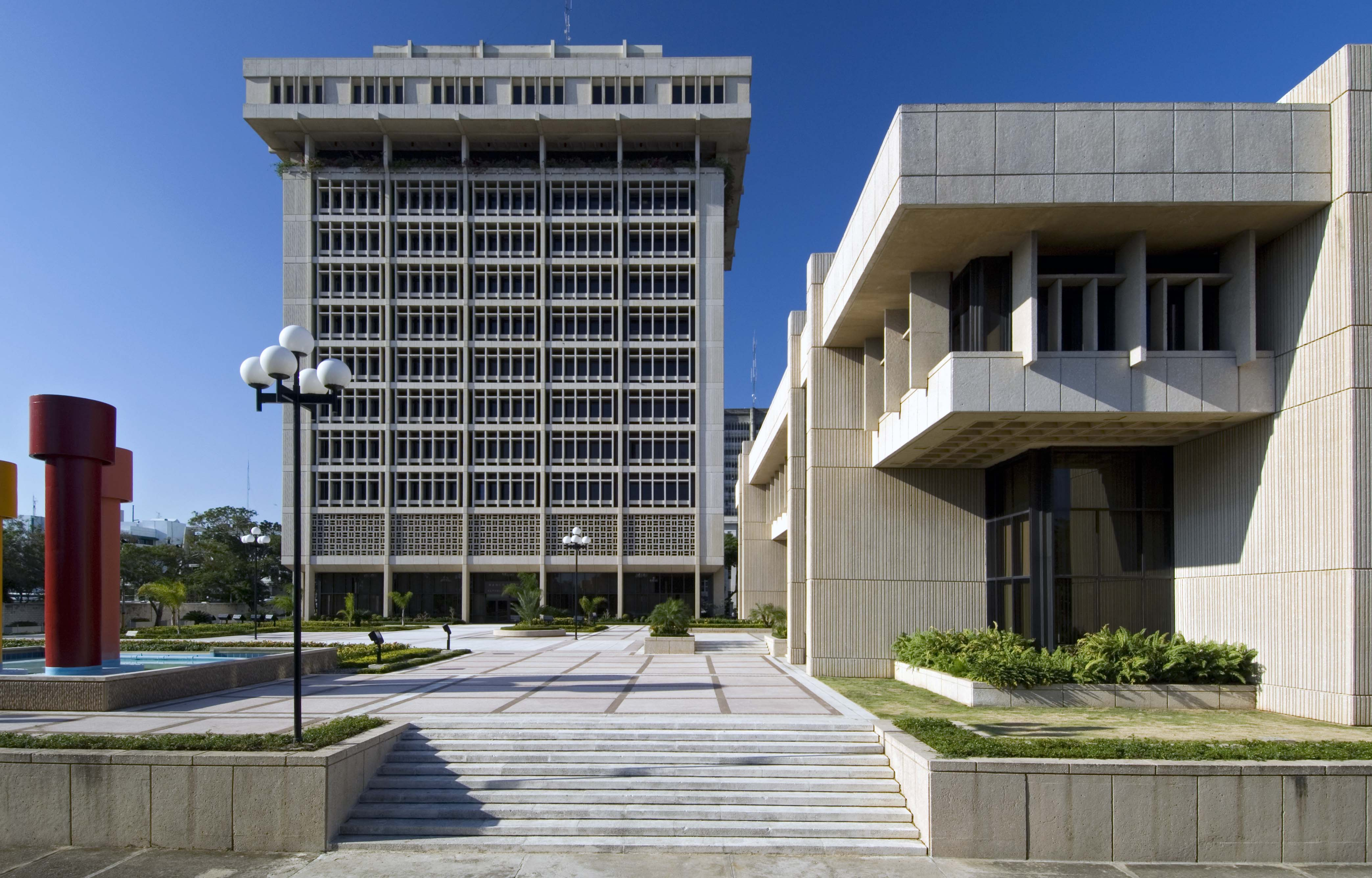
Banco Central de la República Dominicana

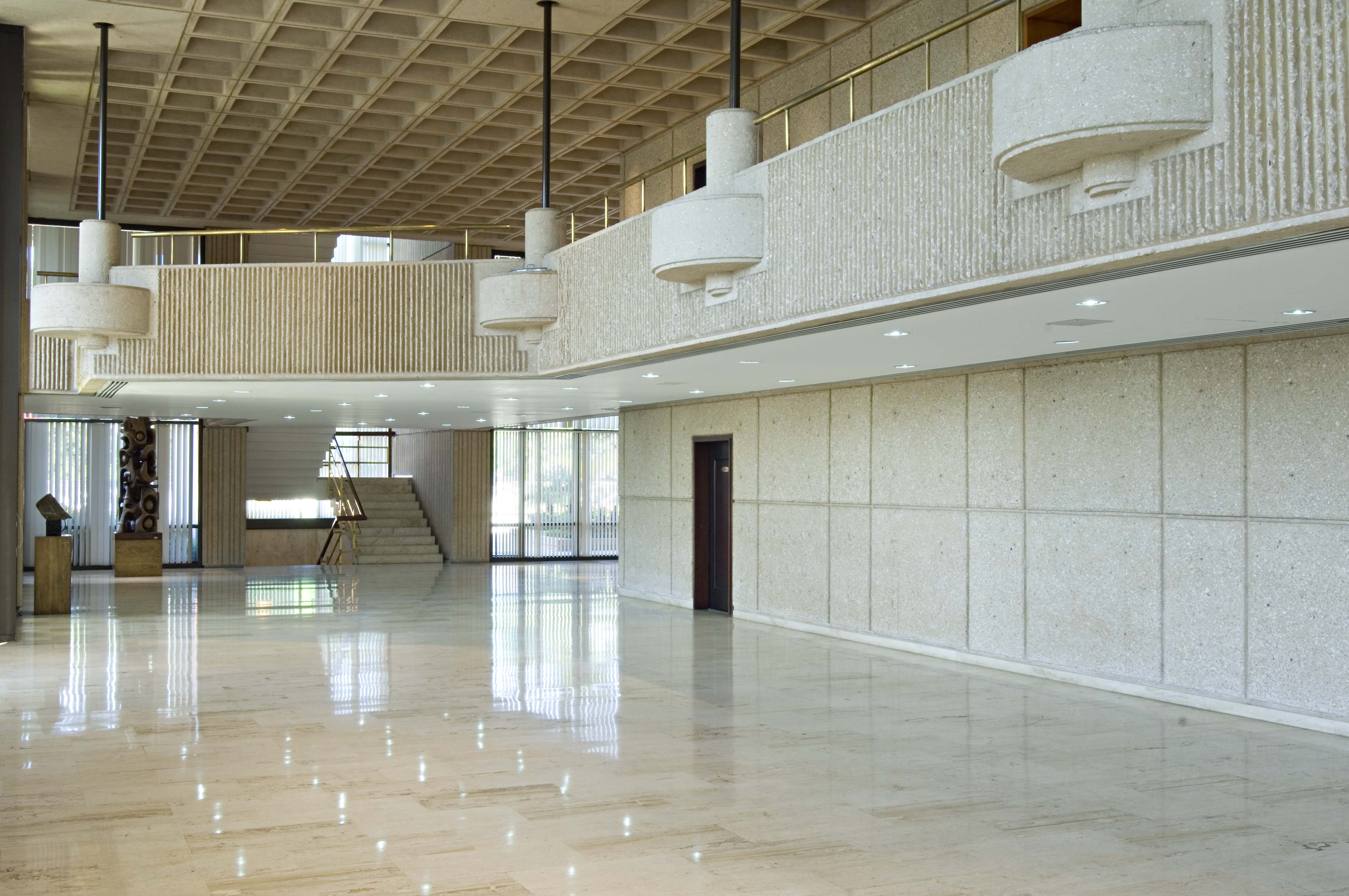
Interior Auditorio Banco Central

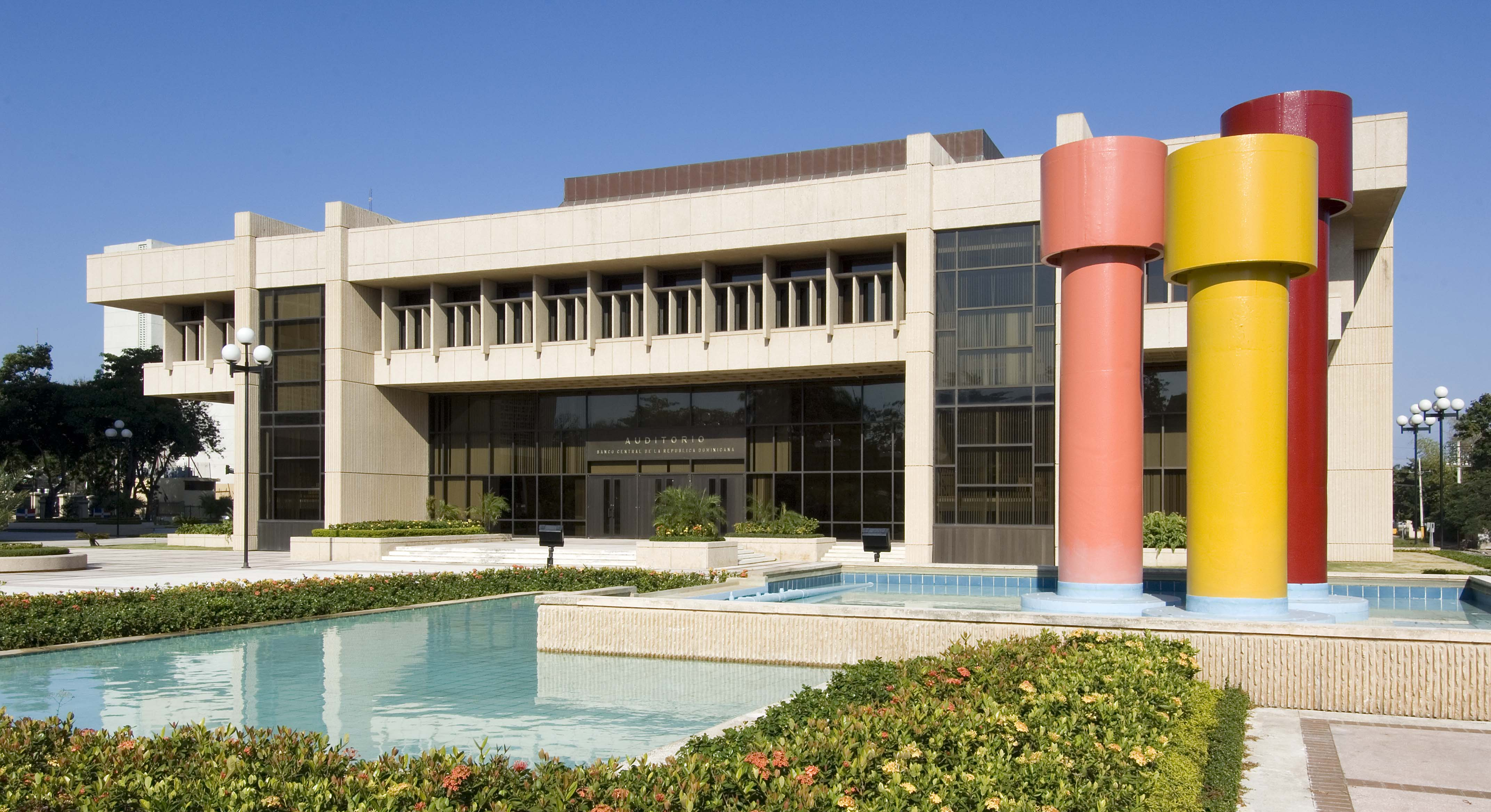
Auditorio del Banco Central

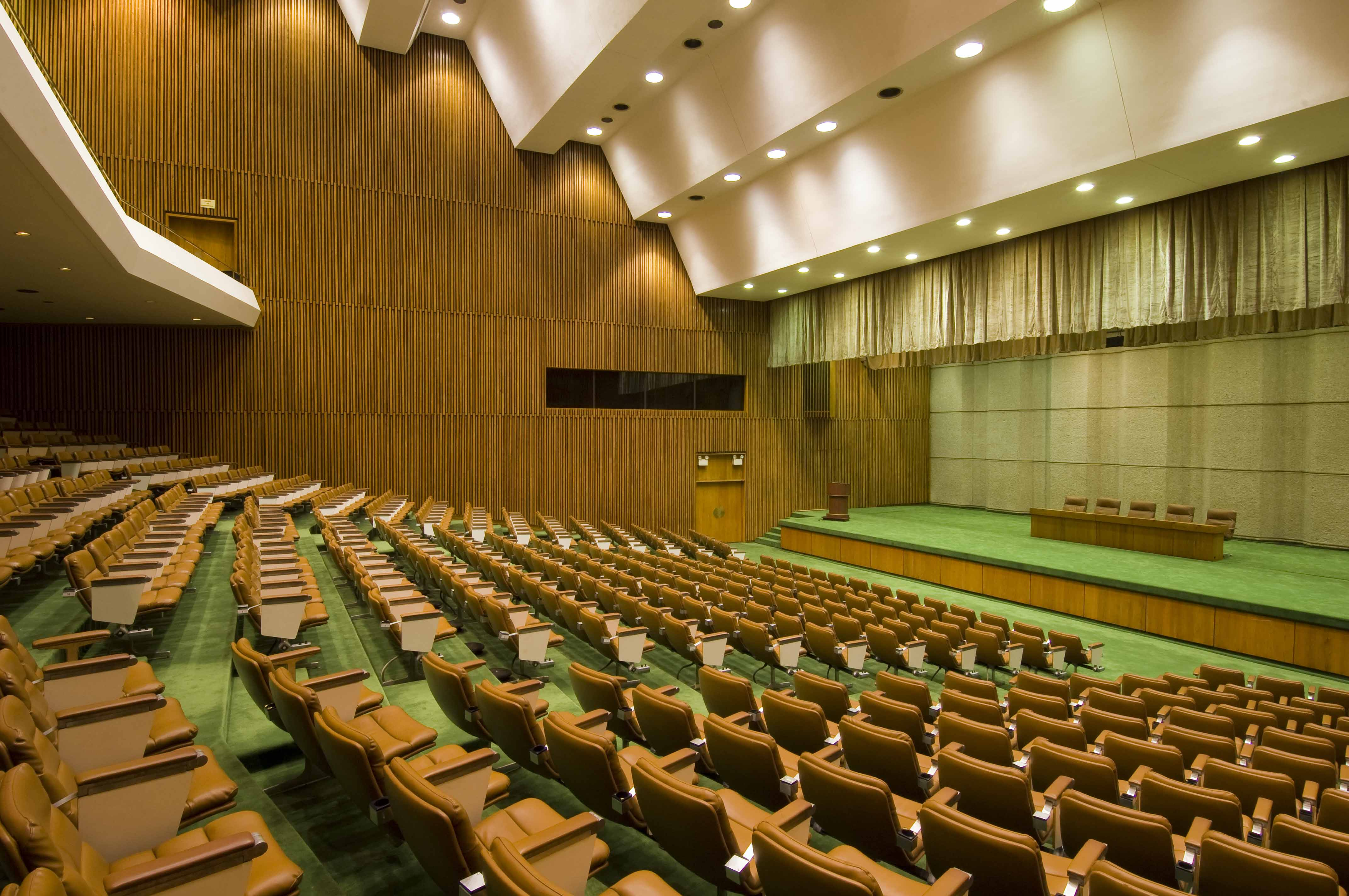
Interior del Salón Principal del Auditorio del Banco Central de República Dominicana.

- Palacio de los Deportes,[23] Santiago, República Dominicana (1979)
- Monumento a la Guerra de Restauración,[24] Cerro de Capotillo, Dajabón, República Dominicana (1986)
- Casa Mastrolilli, Santo Domingo, República Dominicana. (1974)
- Casa Velázquez, Santo Domingo, República Dominicana.[25] (1979)
- Casa del Embajador de Francia, Santo Domingo, República Dominicana. (1968)
- Cía. de Seguros PALIC, Santo Domingo, República Dominicana. (1985)
- Torre Libertador. (1995)

## Galería

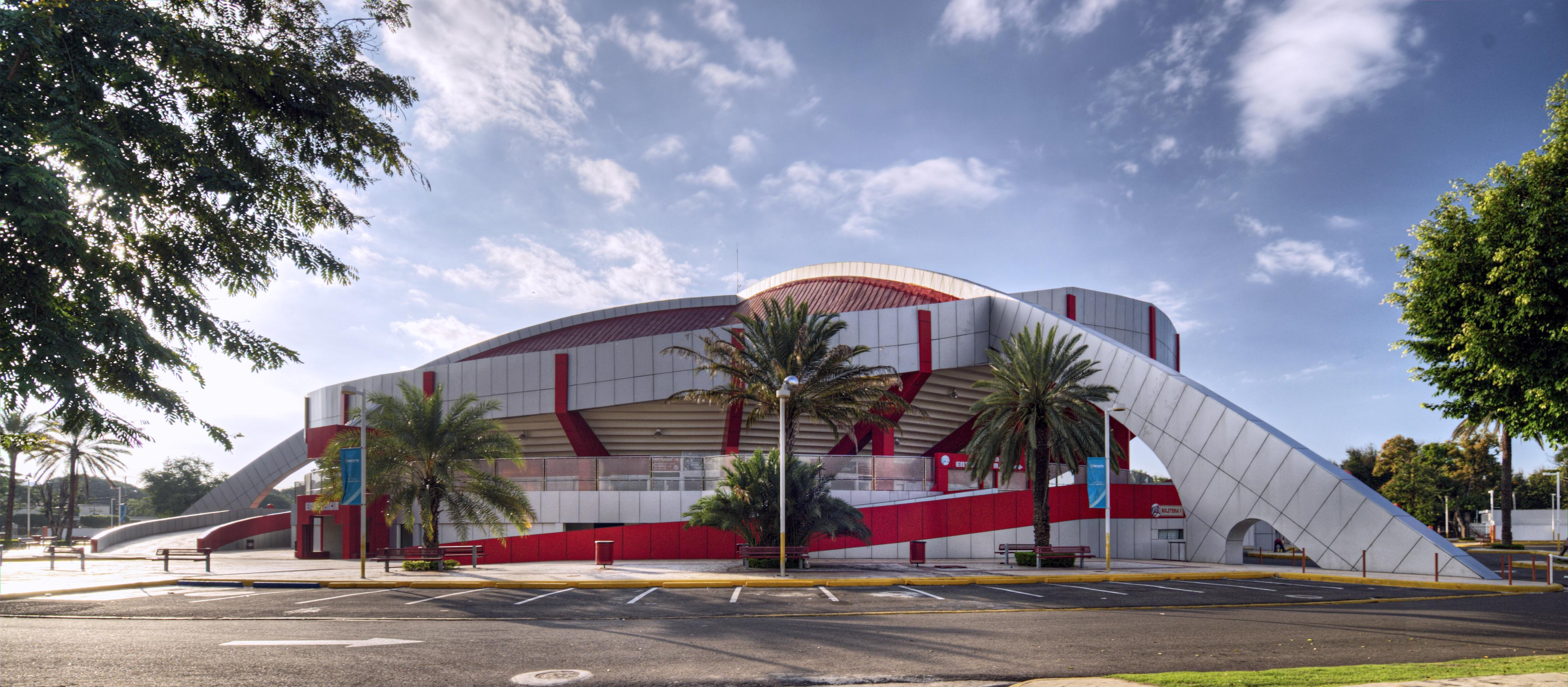
Palacio de los deportes de Santiago
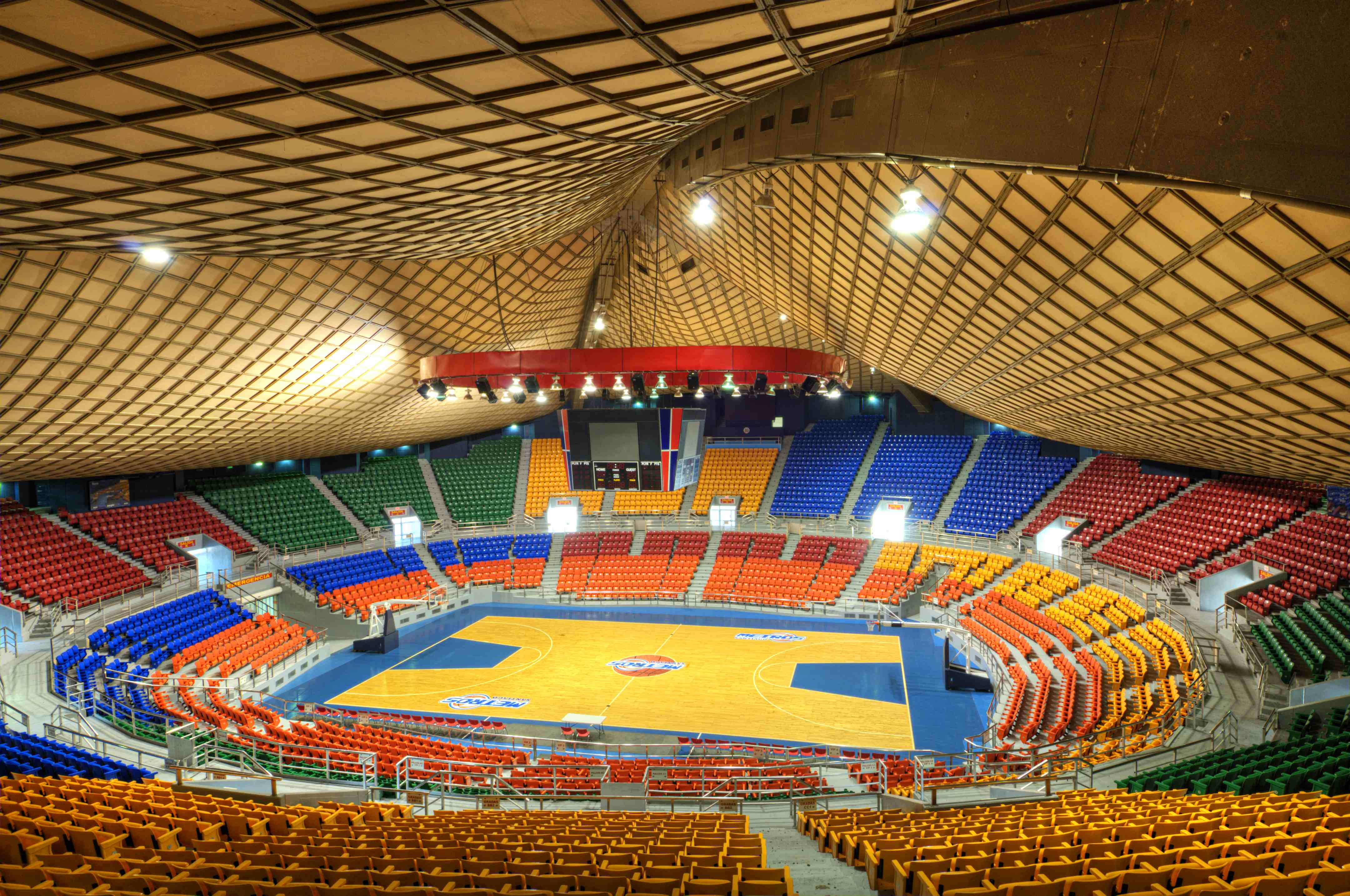
Interior Palacio de los deportes de Santiago
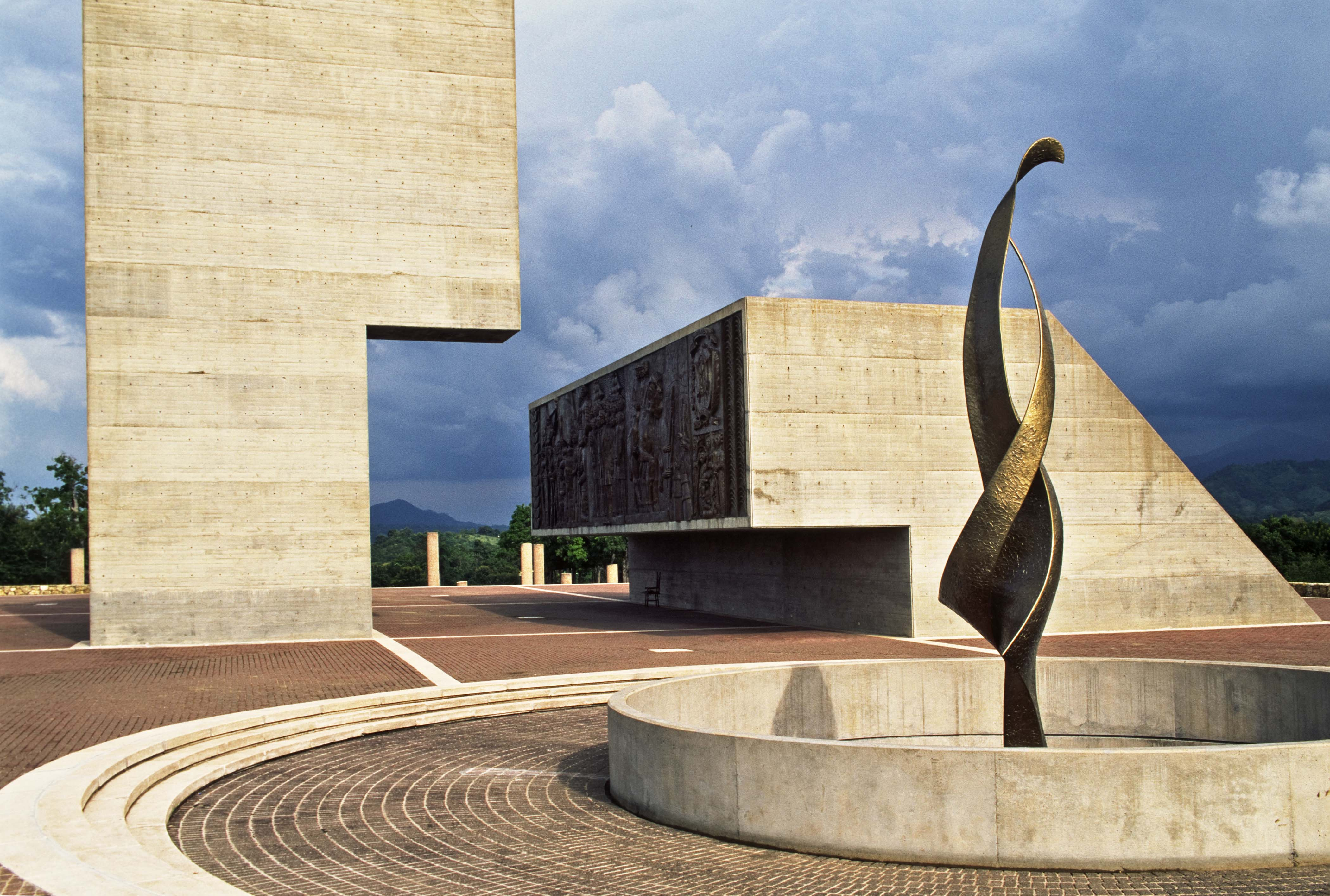
Monumento a la Guerra de Restauración de la República Dominicana
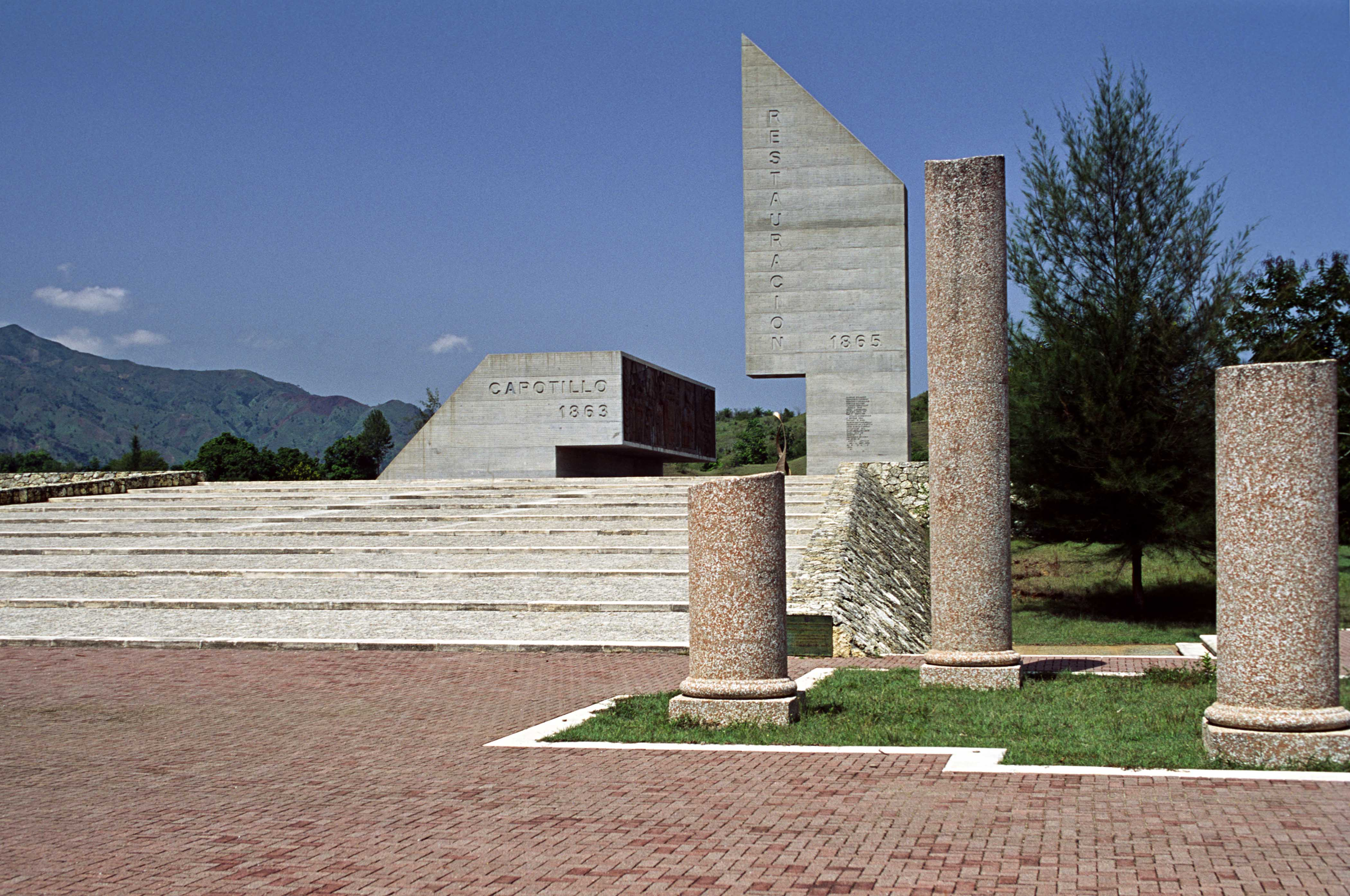
Monumento a la Guerra de Restauración de la República Dominicana
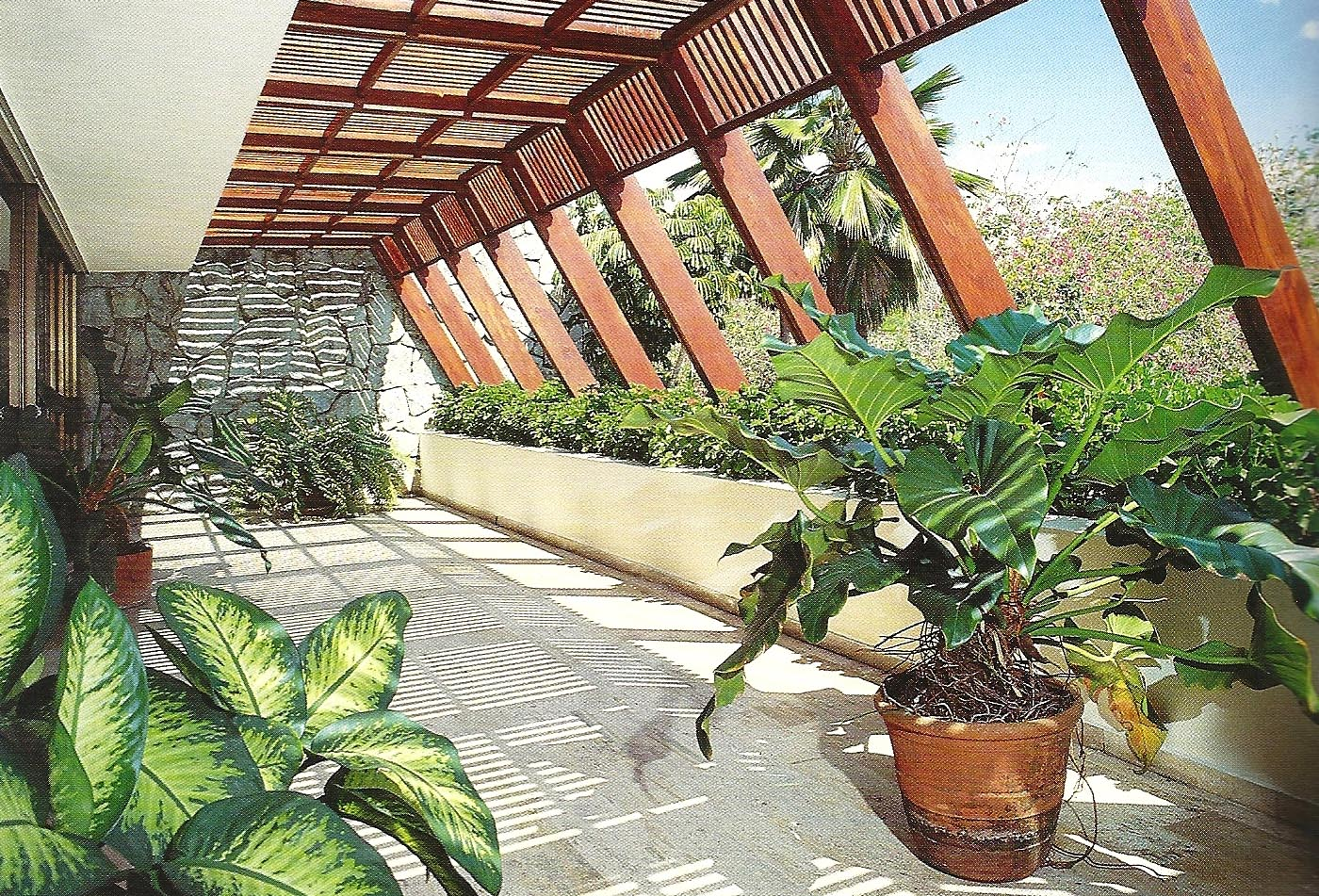
Residencia Mastrolilli.
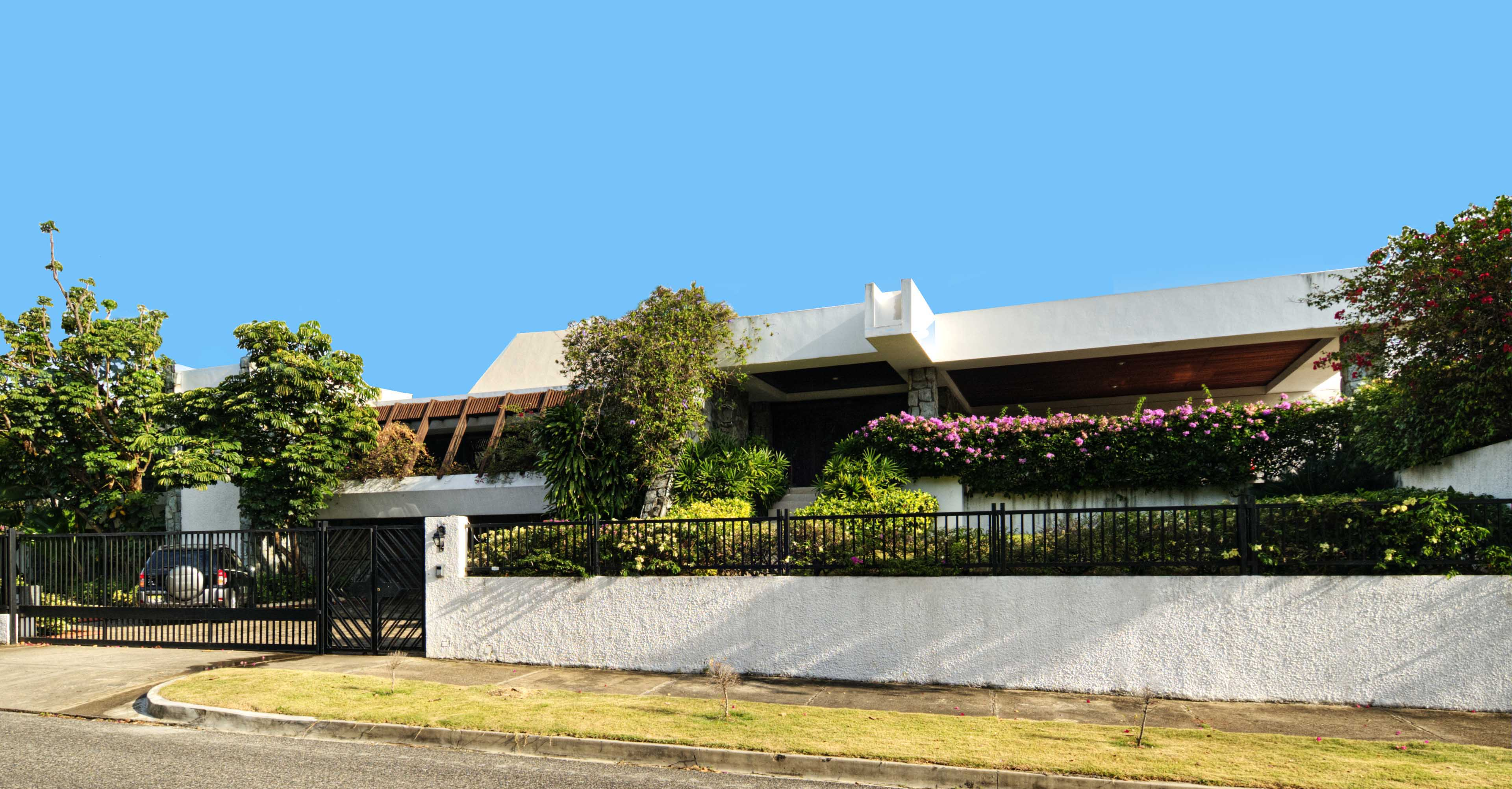
Residencia Mastrolilli (Casasnovas)
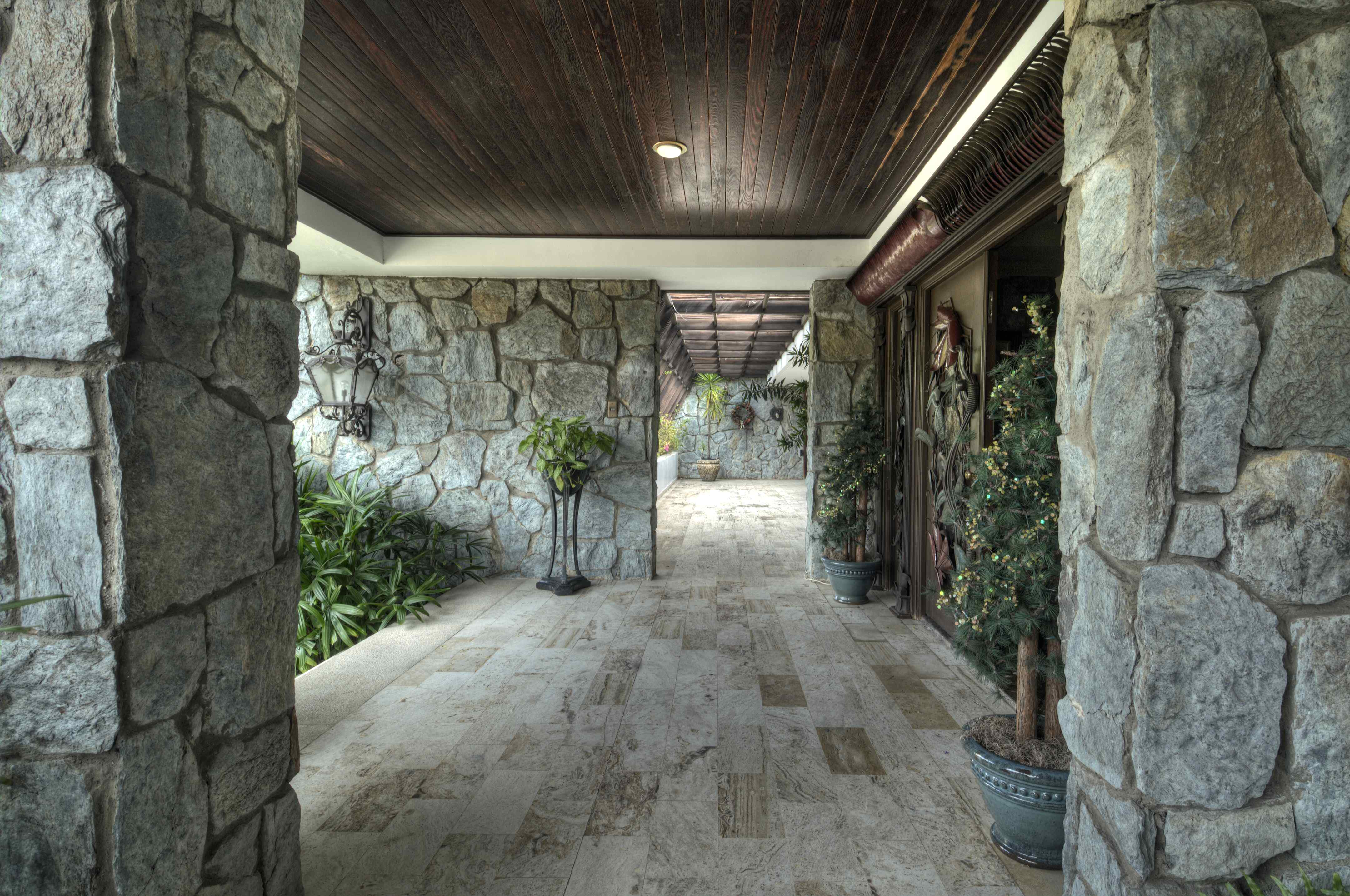
Interior de la Residencia Mastrolilli
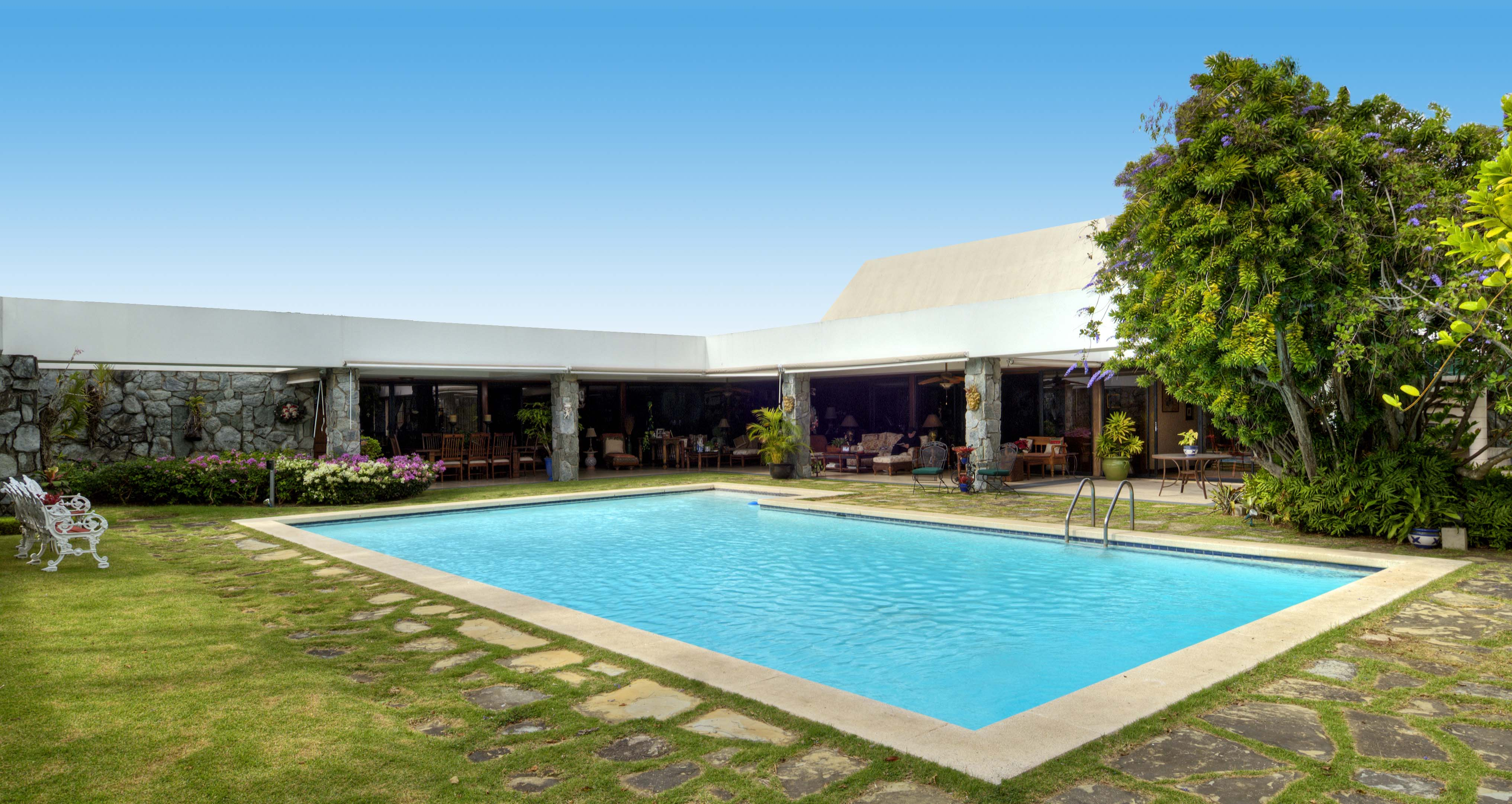
Patio residencia Mastrolilli
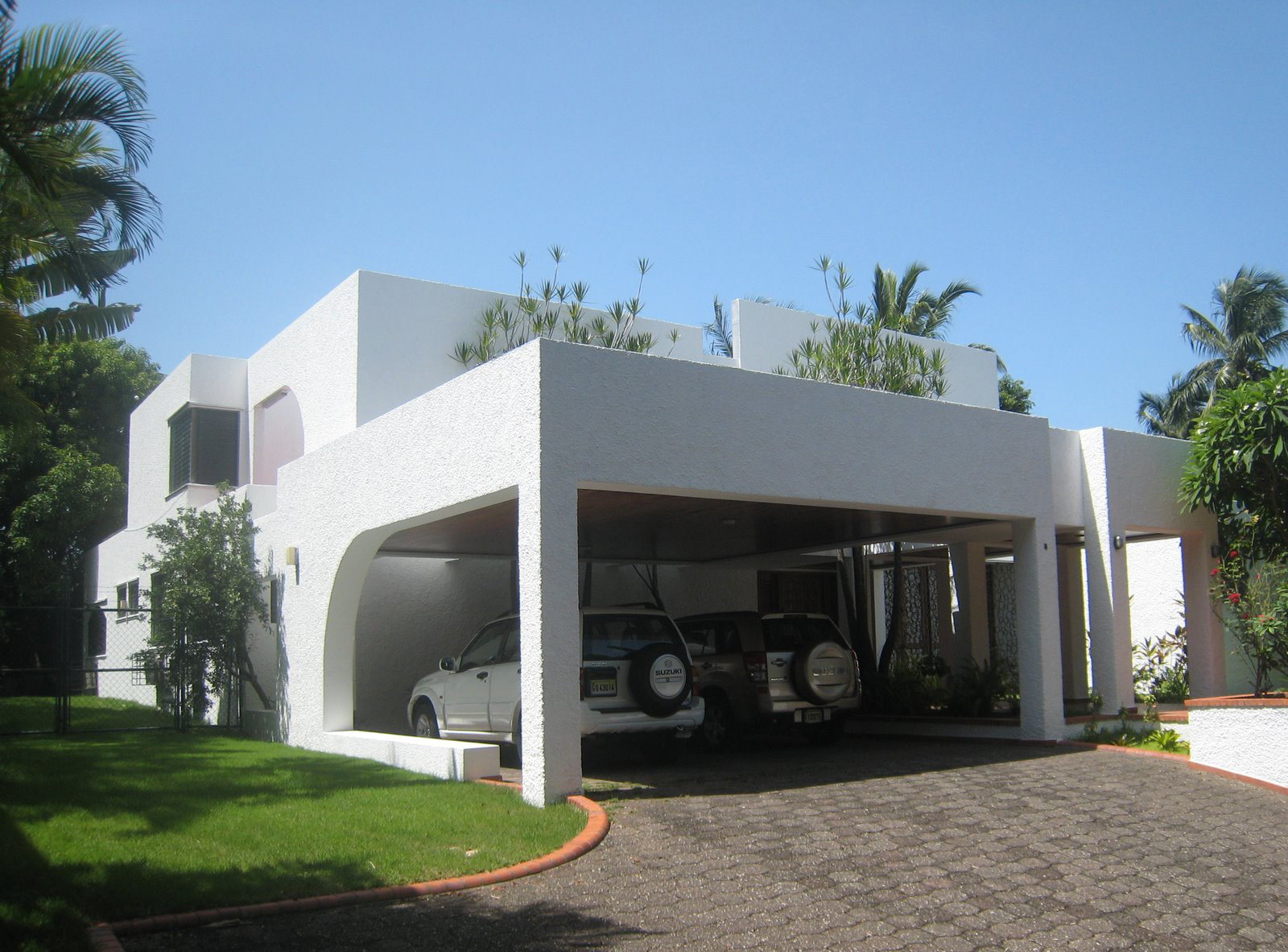
Casa Velázquez
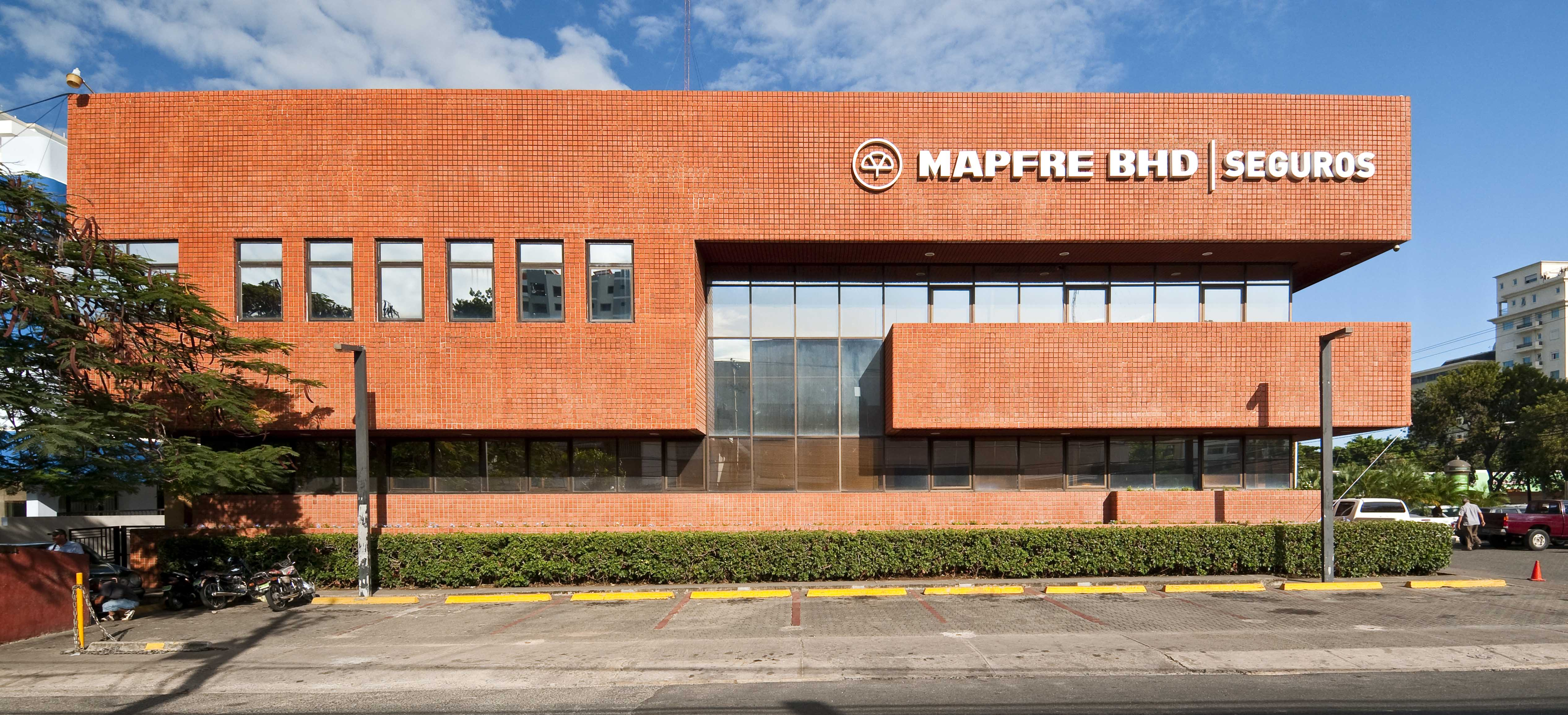
Lateral edificio Palic
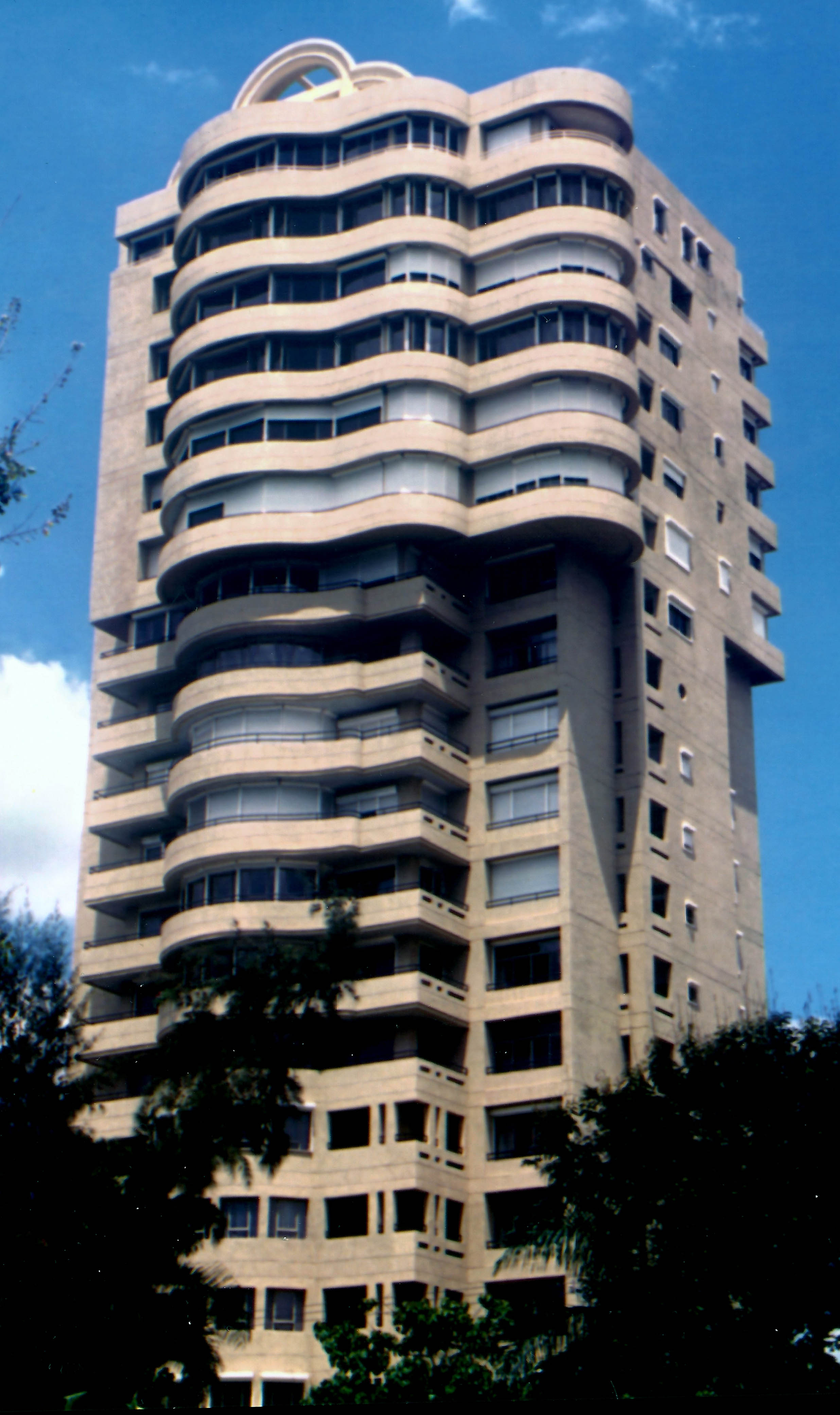
Torre Libertador
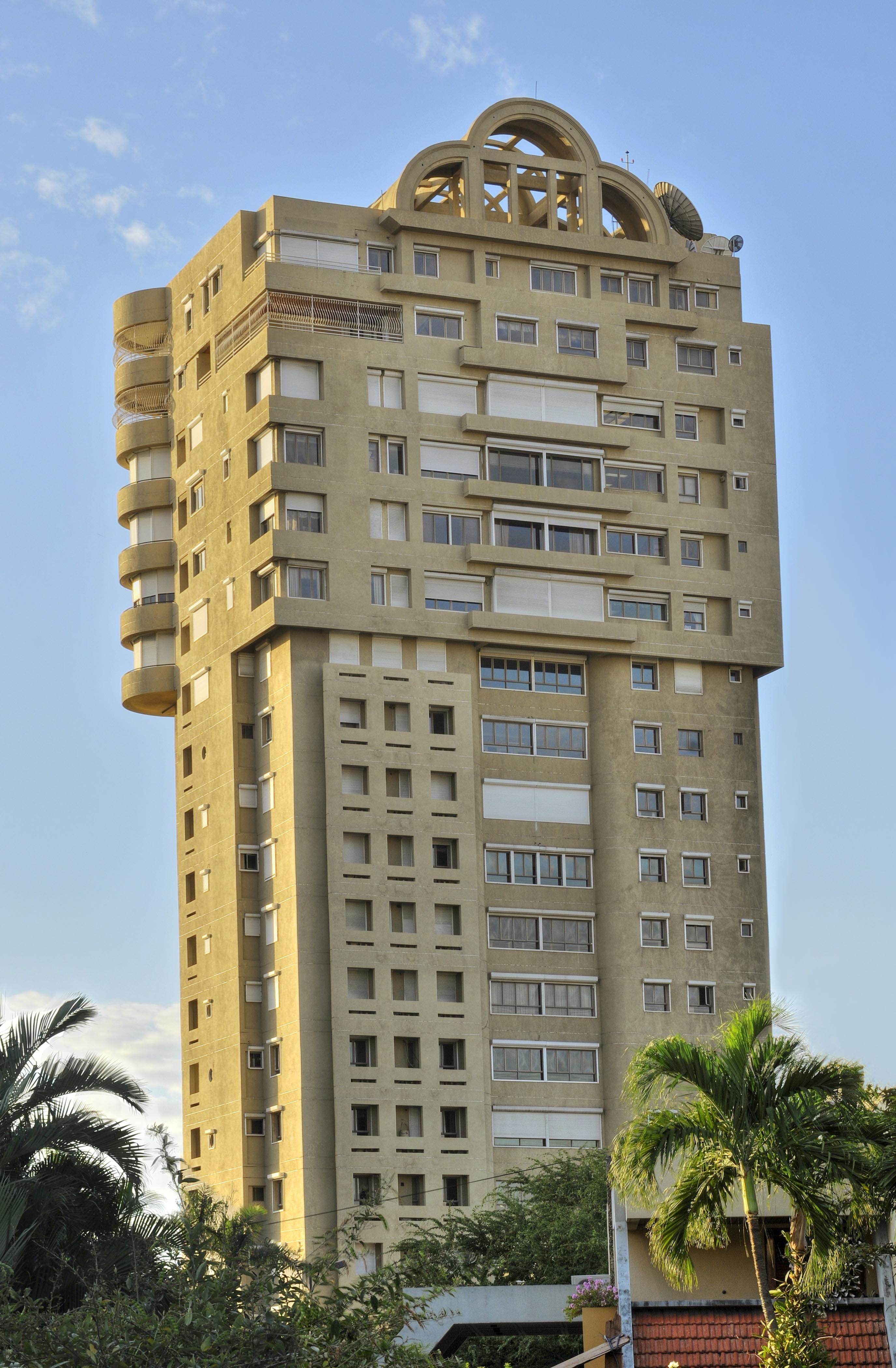
Torre Libertador (detrás)

- Datos: Q16624085
- Multimedia: Rafael Calventi / Q16624085